# Аджаметова Лейля Ільясівна
Лейля Ільясівна Аджаметова (9 березня 1994, Узбекистан) — українська атлетка кримськотатарського походження. Чемпіонка та призерка Літніх Паралімпійських ігор. Чемпіонка України. Кандидат у майстри спорту України.
Народилася в Узбекистані. У 1999 році з родиною переїхала до Криму.
З 11 років займається легкою атлетикою. Нині тренується у Харківському регіональному центрі з фізичної культури і спорту інвалідів «Інваспорт».
Дворазова чемпіонка (100 м — із встановленням рекорду світу, 400 м), срібна призерка (200 м — із встановлення рекорду Європи) міжнародного турніру 2016 року.

## Спортивна кар'єра

### Чемпіонат світу 2019
На Чемпіонат світу з легкої атлетики, що відбувався 2019 року з 7 по 15 листопада у Дубаї (Об'єднані Арабські Емірати) завоювала 3 нагороди. 7 листопата виборола бронзову нагороду у бігу на 400 метрів (категорія Т13). 10 листопата виборола золоту медаль у бігу на 100 метрів (категорія Т13), а 12 листопада здобула другу золоту нагороду у бігу на 200 метрів (категорія Т13)

## Відзнаки та нагороди
- Орден «За заслуги» III ст. (4 жовтня 2016) — За досягнення високих спортивних результатів на XV літніх Паралімпійських іграх 2016 року в місті Ріо-де-Жанейро (Федеративна Республіка Бразилія), виявлені мужність, самовідданість та волю до перемоги, утвердження міжнародного авторитету України[6]